# 安珀尔清真寺
安珀尔清真寺（印尼语：Masjid Ampel，阿拉伯语：مسجد امبل，爪哇语：ꦩꦱ꧀ꦗꦶꦢ꧀ꦲꦩ꧀ꦥꦺꦭ꧀）是印尼东爪哇省泗水市的一座清真寺。该寺建于公元15世纪，是泗水一个非常重要的宗教地标。清真寺建筑群包括主建筑以及宣誓井。该寺是东爪哇最古老的清真寺之一，也是当地必去的旅游景点。

## 图集

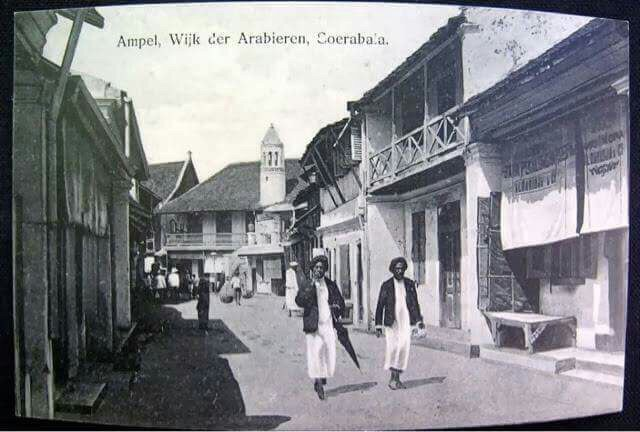
荷属东印度时期的清真寺
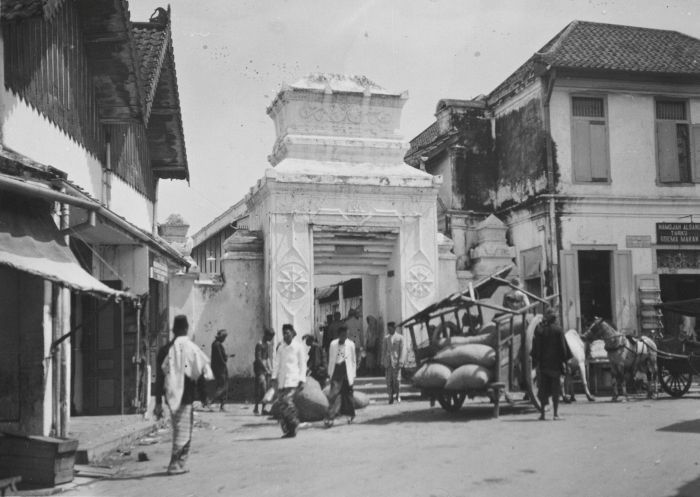
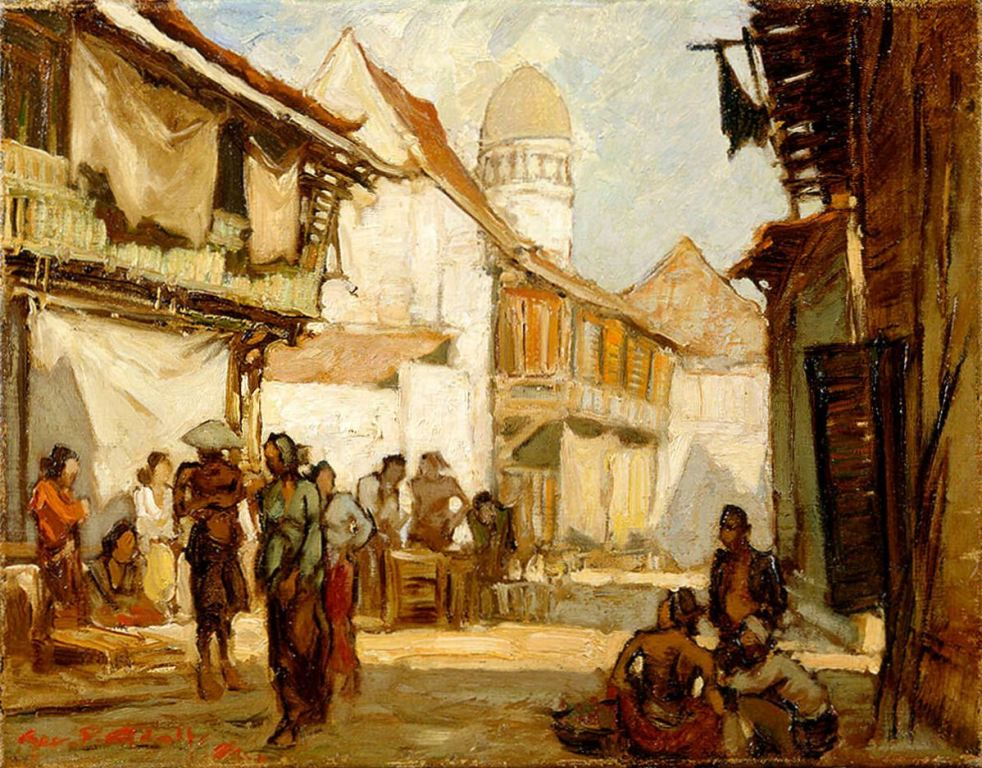
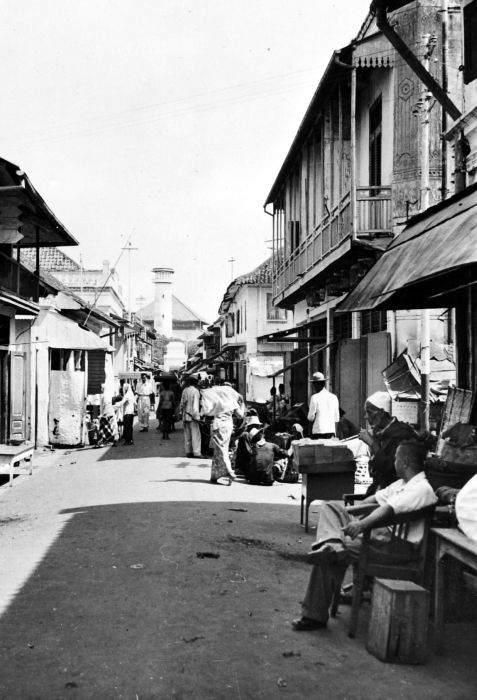
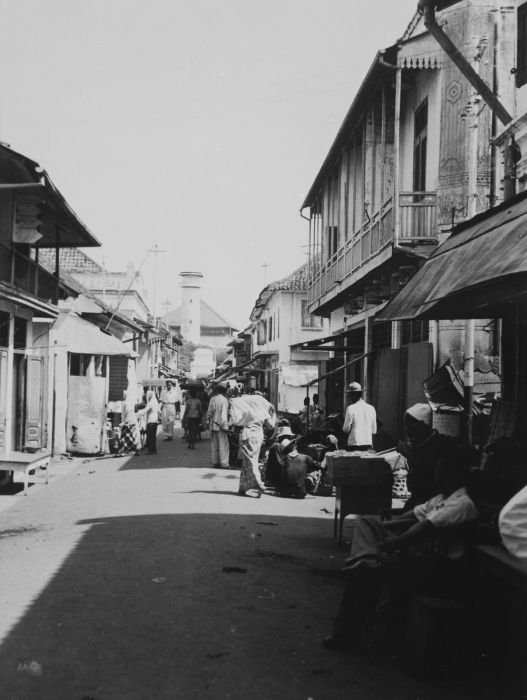
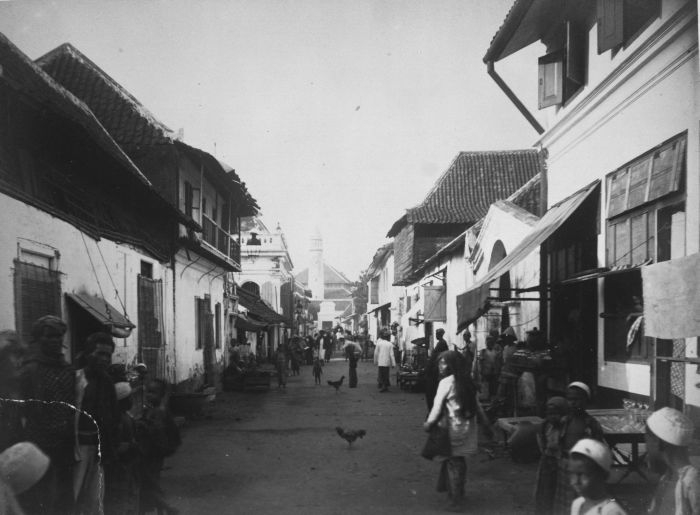
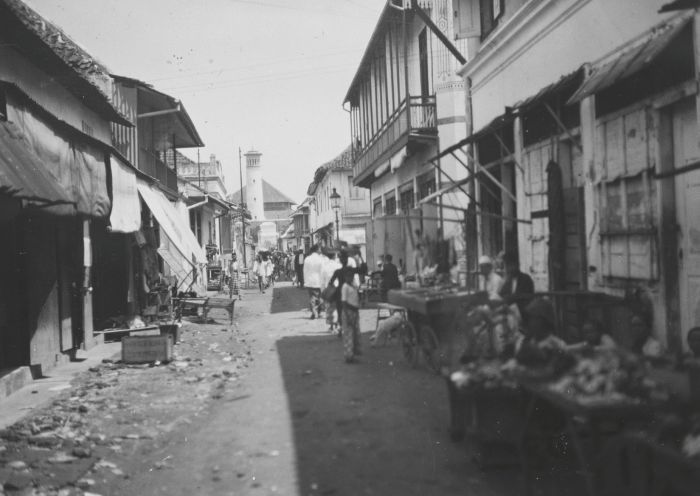
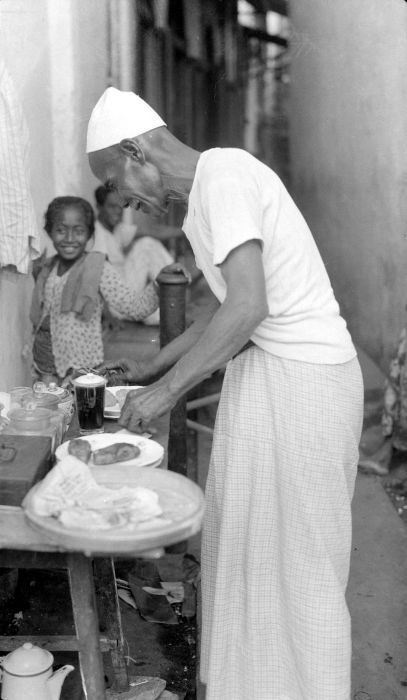
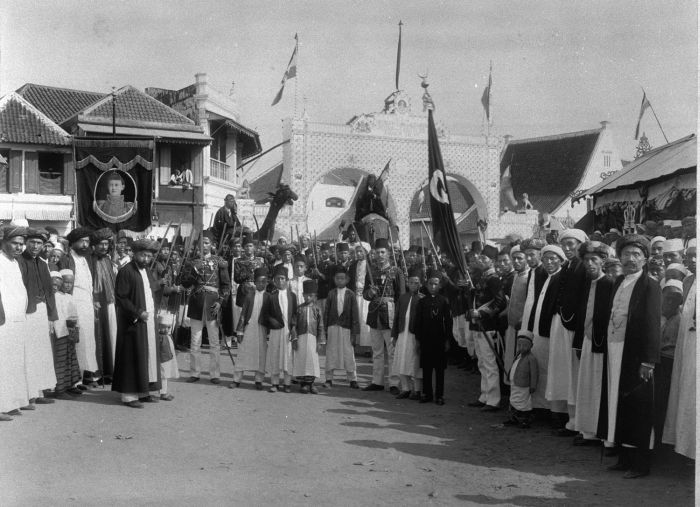